# Madarnás
Madarnás (llamada oficialmente Santo Tomé de Madarnás) es una parroquia y una aldea española del municipio de Carballino, en la provincia de Orense, Galicia.

## Toponimia
La parroquia también es conocida por el nombre de San Tomé de Madarnás.

## Organización territorial
La parroquia está formada por seis entidades de población:
- Barro
- Batallas (Batallás)
- Esgueba
- La Iglesia (Eirexa)(A Eirexa)
- Madarnás
- Medela

## Demografía

### Parroquia
| Gráfica de evolución demográfica de Madarnás (parroquia) entre 2000 y 2022 |
|                                                                            |
| Datos según el nomenclátor publicado por el INE.                           |

### Aldea
| Gráfica de evolución demográfica de Madarnás (aldea) entre 2000 y 2022 |
|                                                                        |
| Datos según el nomenclátor publicado por el INE.                       |